# Шустрова, Божена
Боже́на Шустрова (полное имя — Боже́на Йиндржишка Людвика Терезия Шустрова) (чеш. Božena Šustrová; 15 октября 1915 или 5 октября 1915, Наход — 15 ноября 1981, Каракас) — чешская и чехословацкая актриса

 театра и кино, певица

.

## Биография
С четырех лет играла в Театральном объединении г. Наход, была популярной исполнительницей детских ролей. Училась в гимназии, монастырской школе. Затем обучалась в бизнес-школе. Хотя хотела стать учителем, её любовь к театру была сильнее. По совету коллег поступила в Пражскую консерваторию. Там обратила на себя внимание ролью в фильме «Лето Шрамека».
С 1937 по 1941 год выступала на сцене пражского Театра на Виноградах.
С 1936 снималась в кино. Сыграла в 19 фильмах, пела с киноэкрана. Была, как говорится, девушкой «кровь с молоком». Обладала стройной фигурой, приветливым и улыбающимся лицом. Она играла свои роли с огромным темпераментом, уверенностью, сильными жестами и чёткой дикцией.
После 1941 года окончательно сошла со сцены и кино. Обвинённая в сотрудничестве с нацистскими оккупантами, предпочла эмигрировать в Южную Америку.
Б. Шустрова вошла в историю чешского кино, как символ молодых чешек, полных жизни.

## Фильмография
- 1941 Rukavička
- 1940 Бабушка
- 1940 Любовница в маске
- 1940 Окошко в небе
- 1940 Panna
- 1940 Майская сказка
- 1939 Юмореска
- 1939 Счастье Лизы
- 1939 Muž z neznáma
- 1939 Праздник кредиторов
- 1939 Женщины на заправке
- 1938 Цех кутногорских дев
- 1938 Вторая молодость
- 1938 Непобедимая армада
- 1937 Děvče za výkladem
- 1937 Láska a lidé
- 1937 Девственность
- 1936 Верблюд — через игольное ушко